# Русское царство
Ру́сское ца́рство, или Росси́йское ца́рство, Россия, также Моско́вское ца́рство — наименование Русского государства между 1547 и 1721 годами.
В 1547 году государь всея Руси и великий князь Московский Иван IV Грозный был венчан царём и принял полный титул: «Великий государь, Божиею милостью царь и великий князь всея Руси, Владимирский, Московский, Новгородский, Псковский, Рязанский, Тверской, Югорский, Пермский, Вятцкий, Болгарский и иных», впоследствии, с расширением границ Русского государства, к титулу добавилось «царь Казанский, царь Астраханский, царь Сибирский», «и всея Северныя страны повелитель».
По титулатуре Русскому царству предшествовало Великое княжество Московское, а преемницей его стала Российская империя. Однако согласно другой более традиционной в историографии периодизации русской истории, принято говорить о том, что единое и независимое централизованное Русское государство возникло на полвека ранее — в правление Ивана III Великого, что также связано с титулом государь всея Руси.
Идея объединения русских земель (в том числе оказавшихся после монгольского нашествия в составе Великого княжества Литовского и Польши) и восстановления Древнерусского государства прослеживалась на протяжении всего существования Русского государства и унаследовалась Российской империей.

## Название
Согласно А. Л. Хорошкевич и А. С. Мыльникову, официальным названием страны после венчания на царство Ивана Грозного в 1547 году стало «Российское царство». В титуле царя страна называлась «Рус(с)ія» или «Рос(с)ія». Изначально, Российское царство рассматривалось как конгломерат различных государств, престол которых занимал единый монарх и которые были перечислены в его титуле. Московское княжество было одним из них, наряду с Новгородской республикой, Казанским ханством, Астраханским ханством и другими присоединёнными, некогда самостоятельными политическими единицами. Отсюда в исторических документах часто встречается оборот «Московское государство Российского царства», к примеру в Соборном уложении 1649 года. В частности, С. Ф. Платонов указывал:

В XVI и XVII веках наши предки «государствами» называли те области, которые когда-то были самостоятельными политическими единицами и затем вошли в состав Московского государства. С этой точки зрения, тогда существовали «Новгородское государство», «Казанское государство», а «Московское государство» часто означало собственно Москву с её уездом. Если же хотели выразить понятие всего государства в нашем смысле, то говорили: «все великие государства Российского царствия» или просто «Российское царство».
— Платонов С. Ф. Полный курс лекций по русской истории
Российский историк Сигурд Шмидт обсуждает терминологию наименования государства, образовавшегося после периода феодальной раздробленности и со столицей в Москве в конце XV века, и до реформ Петра I, в XVIII веке утвердивших Российскую империю со столицей в Петербурге. В своем обзоре исторических источников и работ исследователь признает общепринятым название «Московское государство», также «Московское царство», которые употребляются тождественно «терминам „Российское государство“ („Российское царство“) и „Русское государство“». Шмидт критикует авторов Словаря русского языка XI—XVII вв., которые не включили «Московское государство» и «Московское царство» в издание, за недостаточное внимание к нюансам терминологии, отмечая широкую распространённость в исторических документах. «Московское государство» и «Российское государство» не вполне тождественны. Шмидт критикует работу Хорошкевич «Символы русской государственности» за недостаточное внимание истории термина «Московское государство».
Как отмечает Хорошкевич, на рубеже XV—XVI веков вопрос о титуле главы Русского государства приобрёл особую остроту, что было связано с характером русско-литовских отношений. В Великом княжестве Литовском и Польском королевстве упорно сопротивлялись признанию за великими князьями московскими титула царя, первые претензии на который датируются уже эпохой Ивана III. Не менее острые возражения и опасения вызывала претензионная приставка всея Руси. Поэтому польские и литовские деятели старались вообще избегать слова Россия и упорно продолжали называть соперничающее с ними государство на востоке исключительно Московским государством, распространяя заодно в Западной Европе термин Московия. В своей популярной работе 1993 года «Символы русской государственности» Хорошкевич пишет: в Вильно «Ивана III упорно именовали князем „Московским“, а страну — „Московским государством“». Аналогичная терминология начала употребляться с XIX века и в российской историографии, однако для историков Российской империи речь шла о противопоставлении двух столиц — Москвы и Петербурга.

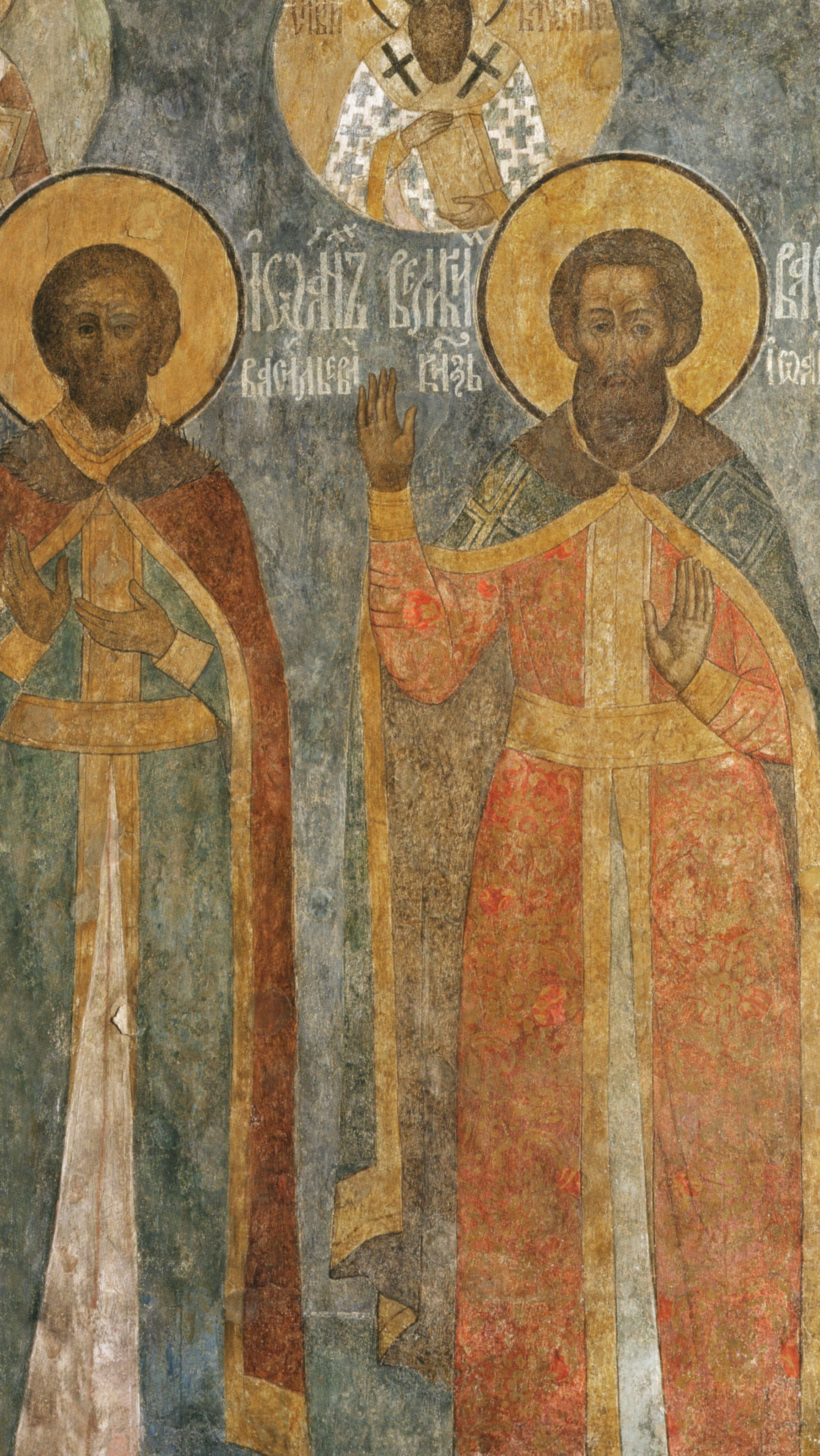
Фреска с изображением Ивана III и его отца Василия II Тёмного из некрополя Архангельского собора, Московского Кремля, 1652—1666 гг., написанное «против прежнего» изображения сер. XVI в.

«Российское царство (и в понятийном, идеологическом, и в институциональном плане) имело два источника: „царство“ (ханство) Золотой Орды и византийское православное царство (империя)». Иван III и Василий III стать реальными царями не могли из-за отсутствия на Руси идеологического обоснования царства. Калька с византийских порядков или «царство»-ханство послужить основой для этого не могли. Поэтому в первой половине XVI века происходит оформление понятия «царство» в официальной идеологии и в общественном сознании.
Идеологическое оформление понятия «царства» шло в первой половине XVI века. Важнейшую роль в нём сыграли Послание Спиридона-Саввы (1511—1523 года) и «Сказание о великих князьях Владимирских» (первая редакция — до 1527 года). В них приводились две политические легенды, обосновывающие права русских правителей на царский титул. В первой говорилось о прямом родстве Рюриковичей с императорами Древнего Рима через некоего Пруса (родственника Цезаря Августа). Второй легендой был рассказ о присылке Владимиру Мономаху из Византии царских регалий и о венчании его на царство митрополитом Неофитом. В середине XVI века обе легенды были включены в качестве официальных фактов русской истории в важнейшие государственные документы — Чин венчания на царство, Государев Родословец, Степенную книгу. Они приводились иностранными послами в качестве доказательства прав Ивана IV на царский титул. Идеологическими концепциями первой половины XVI века подчёркивалась необходимость скорейшего установления царства на Руси… С будущим царём — Иваном IV — в обществе, несомненно, связывались большие надежды.
Одним из первых, кто сформулировал новую идею царской власти московских князей, был митрополит Зосима. В сочинении «Изложение пасхалии», поданном московскому собору в 1492 году, он подчёркивал, что Москва стала новым Константинополем благодаря верности Руси Богу. Сам Бог поставил Ивана III — «нового царя Константина новому граду Константину — Москве и всей Русской земли и иным многим землям государя». Значительный вклад в идеологическое обоснование прав московских правителей на царский титул внёс Иосиф Волоцкий. Он доказывал в своём послании к Василию III тезис о божественном происхождении царской власти: «царь убо естеством (телом) подобен есть всем человеком, а властию же подобен есть вышням (всевышнему) Богу». Большую роль в обосновании правопреемственности Руси Византии сыграло «Сказание о князьях Владимирских». Согласно ему, киевский князь Владимир Мономах получил царский венец («шапку Мономаха») и другие регалии от своего деда императора Константина Мономаха. Следующим в ряду идеологических основ провозглашения Русского государства царством стало послание Василию III монаха псковского Елиазарова монастыря Филофея, выдвинувшего известный тезис «Москва — третий Рим». Как указывает Р. Скрынников, в основе концепции Филофея лежало представление о неком «Ромейском царстве нерушимом»: крушение двух царств, Римской империи и Византии, расчистило место для московского православного царства.

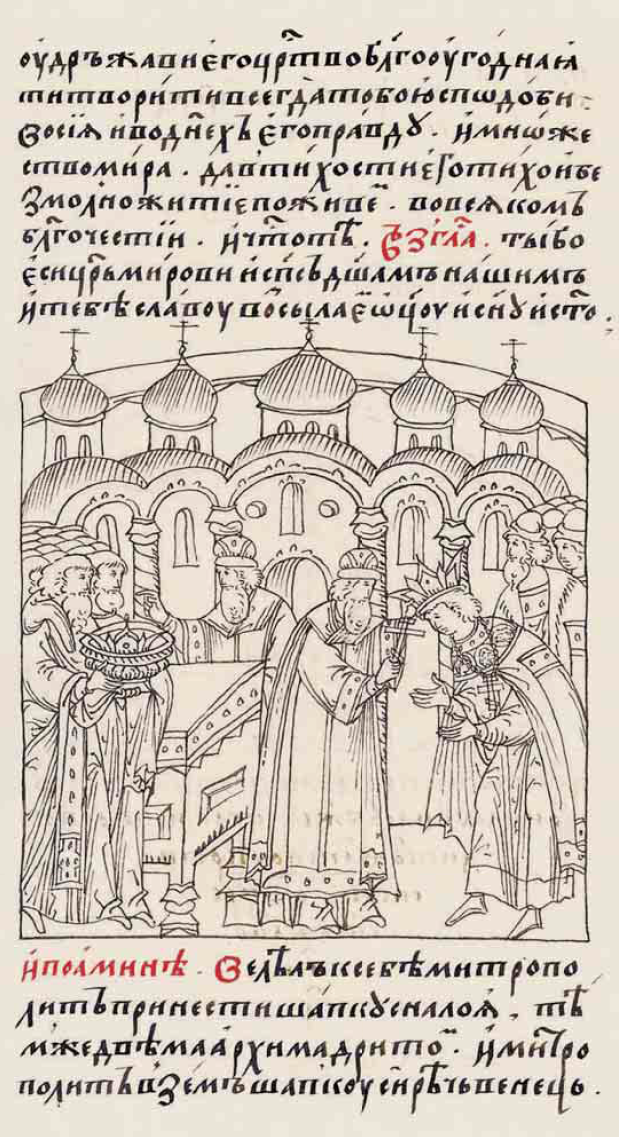
Венчание на царство Ивана Грозного. Лицевой летописный свод, Царственная книга, л. 288

Иван IV был венчан на царство 16 января 1547 года. По мнению Скрынникова, это событие обусловлено, прежде всего, внутренними причинами. Популярность государя стремительно падала, так как начало его правления ознаменовалось опалами и казнями. Принятие царского титула должно было поднять авторитет власти монарха.
В Европе отношение к этому событию было неоднозначным. Польские послы потребовали письменных обоснований принятия Иваном IV царского титула. В ответ они услышали следующее объяснение от русских гонцов: ныне землёю Русскою владеет государь наш один, потому-то митрополит и венчал его на царство Мономаховым венцом (в пересказе Скрынникова). Англия охотно признала новый титул Ивана и даже называла его «императором». В католических странах признание пришло позже: в 1576 году император Священной Римской империи Максимилиан II признал Ивана «царём всея Руси».
В Западной Европе в данную эпоху наблюдается сосуществование терминов Russia и Moscovia. Термин «Московия» распространяется в Центральной и Южной Европе в государствах, получавших информацию через Великое княжество Литовское и Польское королевство.
Русские земли на карте Фра Мауро 1459 года разделены на пять регионов:
- «Россия Росса» (Красная Россия, итал. Rossia Rossa) — южная и юго-западная Россия;
- «Россия», «Европа» (итал. Evropa Rossia) — северо-западные земли;
- «Россия Сарматия или Россия в Европе» (итал. Sarmatia over Rossia in Evropa) — северные земли;
- «Россия Бьянка, Сарматия или Россия в Азии» (Белая Россия, итал. Rossia Biancha, Sarmatia over Rossia in Asia, Великая Россия) — восточные земли;
- «Россия Негра» (Чёрная Россия, итал. Rossia Negra) — центральная и северо-восточная Русь.

Сам составитель карты — Фра Мауро — в легенде, помещённой под титулом «Россия Белая», даёт следующий комментарий по поводу цветовых определений:

Данное разделение [страны] на Россию Белую, Чёрную и Красную не имеет другого объяснения как того, что эти части России именуются следующим образом. Россия Белая получила своё название от [близлежащего] Белого моря, другая же часть — Россия Чёрная называется так от Чёрной реки, а Россия Красная именуется так по названию Красной реки. Татары же называют белое море «Актениз», чёрную реку «Карасу», а реку красную именуют «Козусу».
Оригинальный текст (итал.)Questa distincion che fi fata de rossia biancha, negra e rossa non ha altra cason cha questa, çoè quela parte de rossia che è de qua dal mar biancho se chiama biancha, quela ch'è de là dal fiume negro se chiama negra e quela ch'è de là dal fiume rosso se chiama rossa. E tartari chiamano mar biancho hactenis, flumen negro carasu, flumen rosso cozusu
— Карта Фра Мауро, лист XXXIX
Пространная легенда, помещённая в регионе «Россия Чёрная», правее названия «Европа», указывает на то, что именно эта область является ядром русских земель:

Эта огромнейшая область, именуемая Россией или Сарматией, имеющая границу на востоке по Белому морю, на западе граничит с Немецким морем, на юге простирается до города Сарая и Кумании, а на севере до области Пермия. По ней протекают реки, отличающиеся огромной величиной, крупнейшая из которых Эдиль, которая по своей величине не уступает Нилу.
Оригинальный текст (итал.)Questa grandissima provincia dita rossia over sarmatia confina da levante cum el mar biancho, da ponente cum el mar d’alemagna, da ostro cum saray e cum la chumania, e da tramontana cum permia et ha in sì fiumi grandissimi maxime edil, el qual non è inferior del nilo.
— Карта Фра Мауро, лист XXXIV
На западном берегу сибирского «Белого моря» (возможно, озеро Байкал) присутствует легенда, в которой говорится, что здесь проходит восточная граница России: «Здесь берёт своё начало Великая Россия и простирается она до Скандинавии».

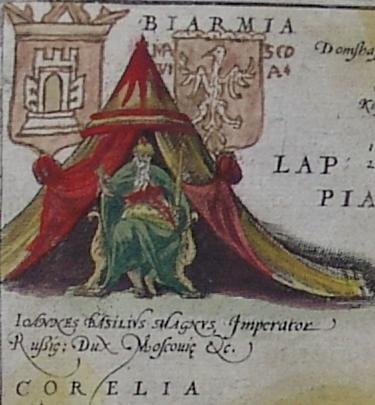
«Иоанн Васильевич, великий император Руссии, князь Московии» (Ioannes Basilius Magnus Imperator Russiae, Dux Moscoviae). Фрагмент карты Абрахама Ортелия, 1574 год

Граница «Московского княжества» на «генеральной» карте Азии 1567 года Абрахама Ортелия проведена по Китайскому озеру (лат. Kitaia lacus), из которого берёт истоки река Обь. О порубежном значении этого озера читатель мог узнать из помещённой близ миниатюры озера легенды: «Вот озеро, которое разделяет Империю Великого Хама, или Тартаров от Московского Княжества, или царства России».
Иоанн де Галонифонтибус использует название «Россия» для обозначения московского государства в 1404 году.
Иван III назван «российским государем» в грамоте крымского хана в 1474 году.
В 1493 году в договоре с королём Дании Иван III был назван «императором всея Руси» (totius Rutzsie Imperator).
В письме императора Священной Римской империи от 3 августа 1514 года к Василию III он был титулован как «Император и Правитель Русского мира» (Imperator et Dominator universorum Rhutenorum).
В 1590 году патриарх Константинопольский в грамоте об утверждении Московского патриархата называет царя Федора Ивановича «самодержец царь всеа земли Росийские, Московский, Казанский, Астороханский, Новгородцкий и иных православных христьян господин».
В 1592 году Львовское братство в письме к царю Фёдору Иоанновичу называет его «пресветлый царь и великий князь Москвороссии».

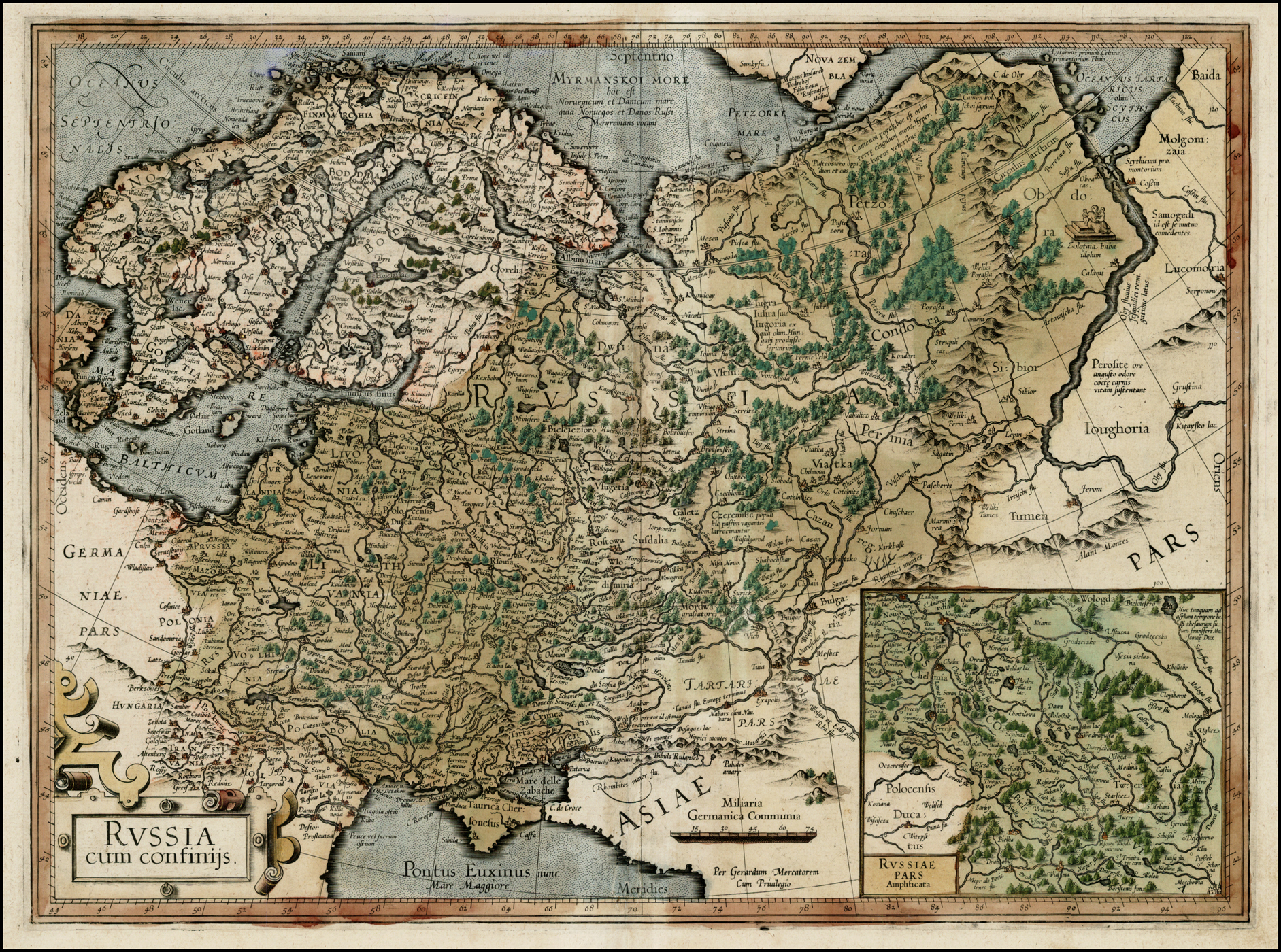
Russia, Меркатор, 1595
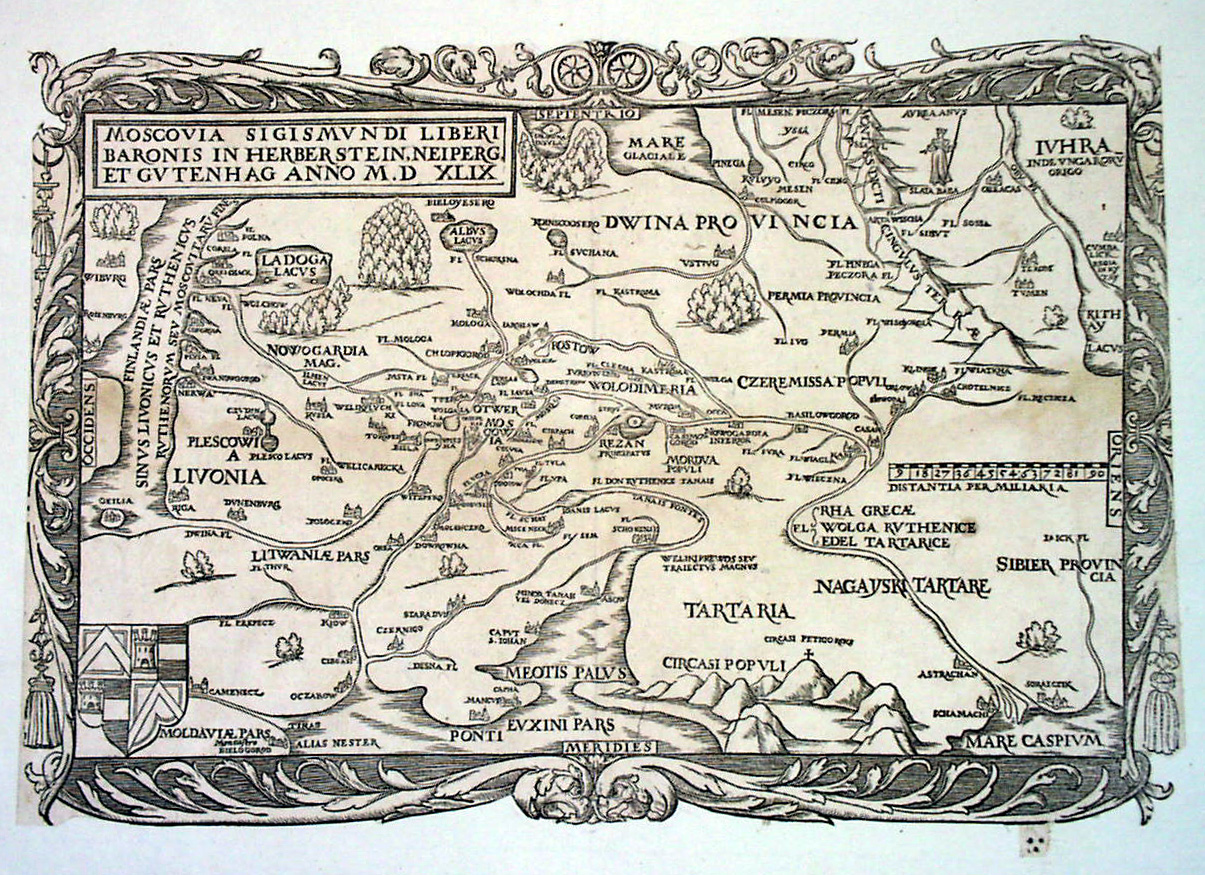
Moscovia, Герберштейн, 1549
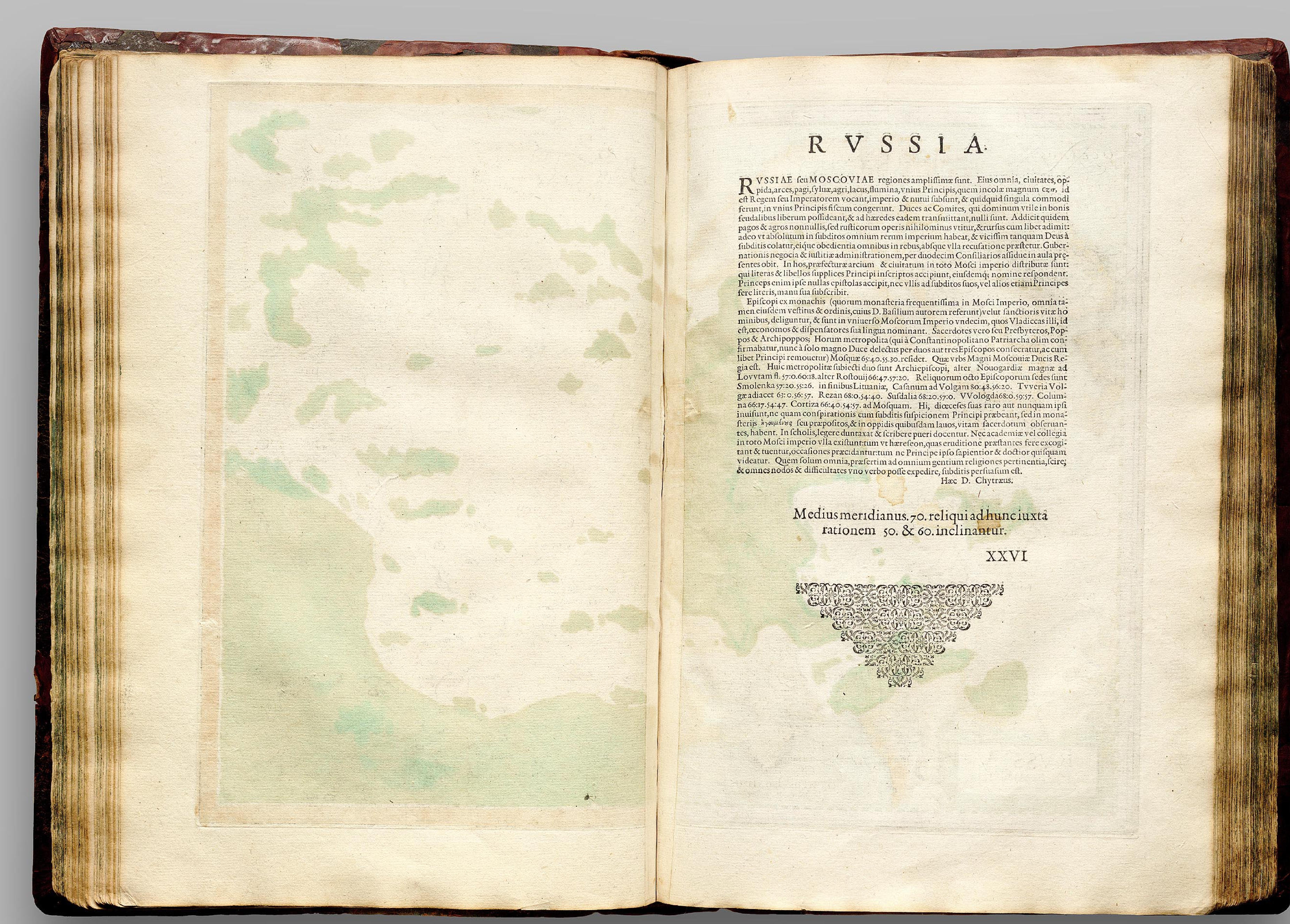
Russia seu Moscovia, Atlas Cosmographicae, Меркатор, 1596
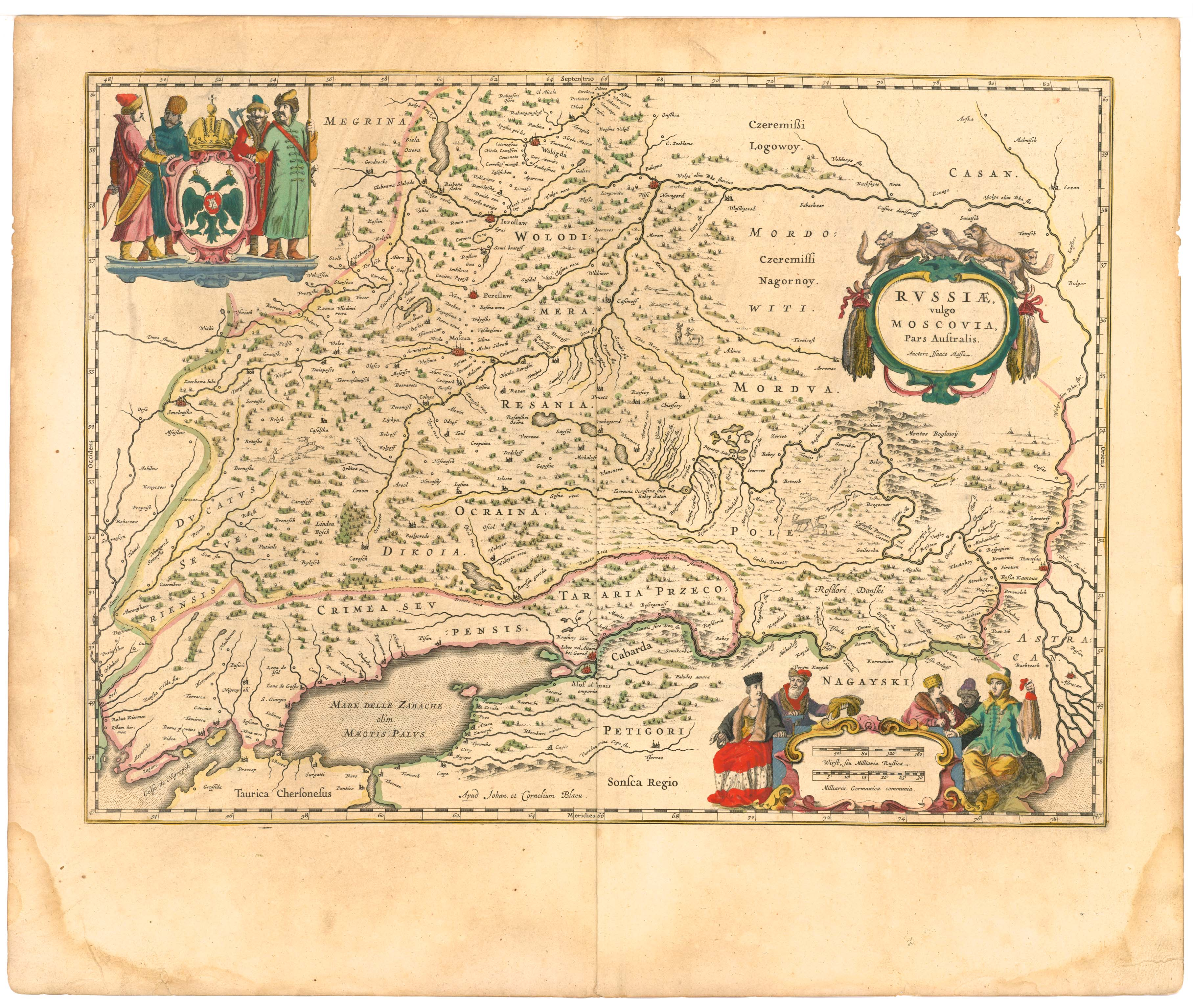
Совместное употребление: Russia vulgo Moscovia, Космография Блау, 1645

## История

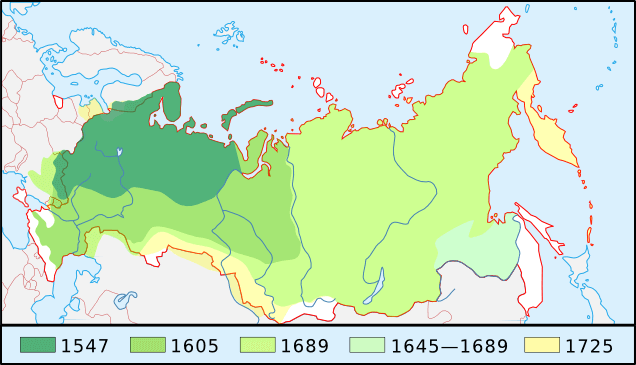
Русское государство в 1547—1725 годах

В XIV—XV веках начался процесс объединения раздробленных русских земель вокруг нескольких новых политических центров, приведший в конечном итоге к образованию централизованного Русского государства и его последующему возобладанию над внешними политическими конкурентами в борьбе за земли Руси. Объединение Северо-восточной Руси завершилось в правление Ивана III и Василия III. Иван III стал также первым суверенным правителем Руси после татаро-монгольского ига, отказавшимся подчиняться ордынскому хану. Он принял титул государя всея Руси, претендуя таким образом на все русские земли.

### Наследие Византии

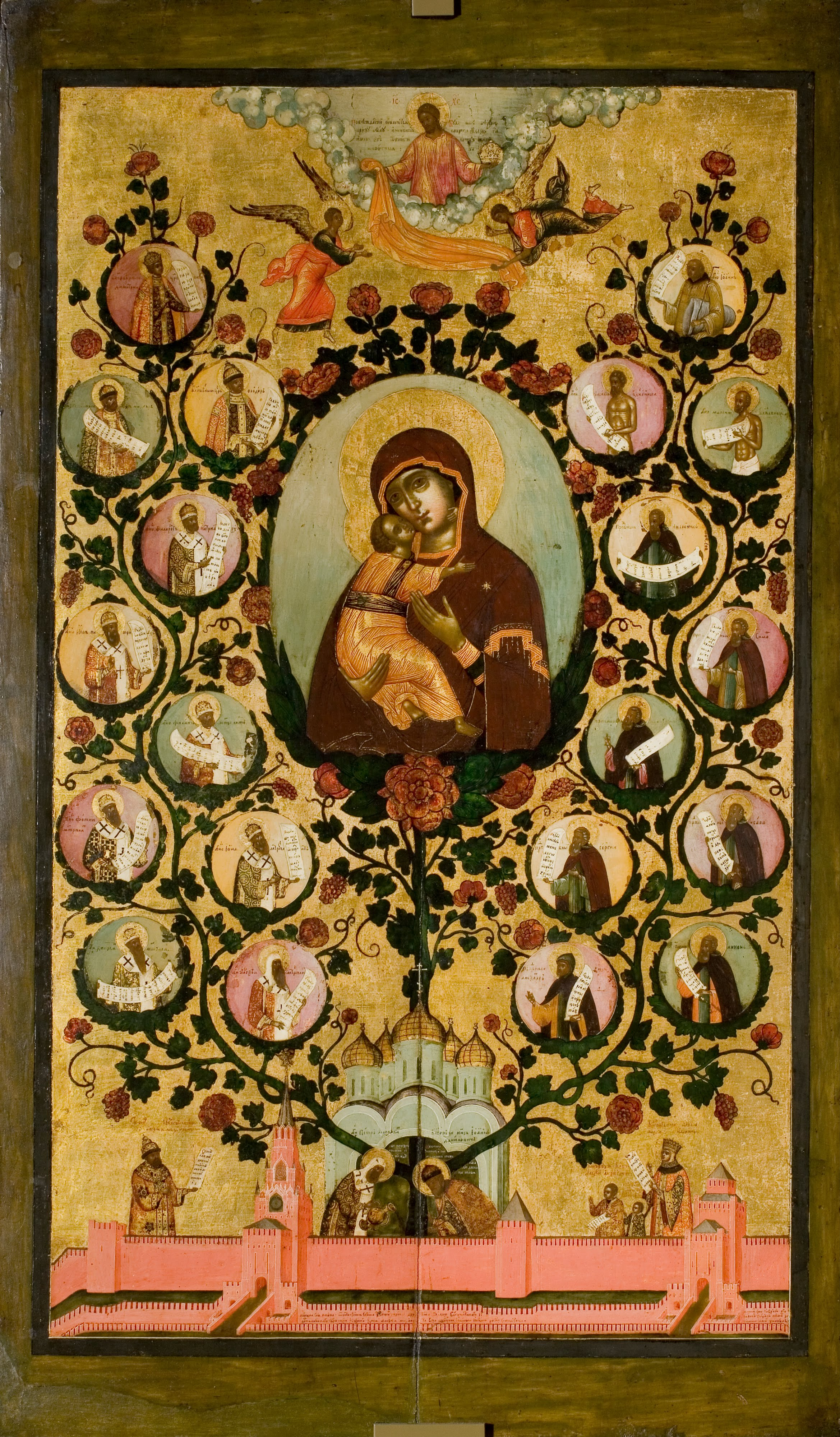
«Насаждение древа Государства Российского (Похвала Богоматери Владимирской)». 1668 год

К середине XVI века правитель Русского государства стал сильным самодержцем — царём. Принятием этого титула московский государь подчеркнул, что является главным и единственным правителем России, равным византийским императорам или монгольским ханам (которых в русских источниках могли называть цесарь, царь).
После венчания в 1472 году Ивана III и Софьи Палеолог, наследницы последнего византийского императора, Великое княжество Московское наследовало византийские традиции, ритуалы, титулы.
В конце XV века возникает идея о мессианской роли России, о её богоизбранности. Она получила название теории «Москва — третий Рим». Впервые эта концепция встречается в предисловии к труду «Изложение Пасхалии» (1492 год) митрополита Зосимы. Впоследствии указанную теорию развил в своих посланиях старец псковского Елеазарова монастыря Филофей.

### Правление Ивана IV

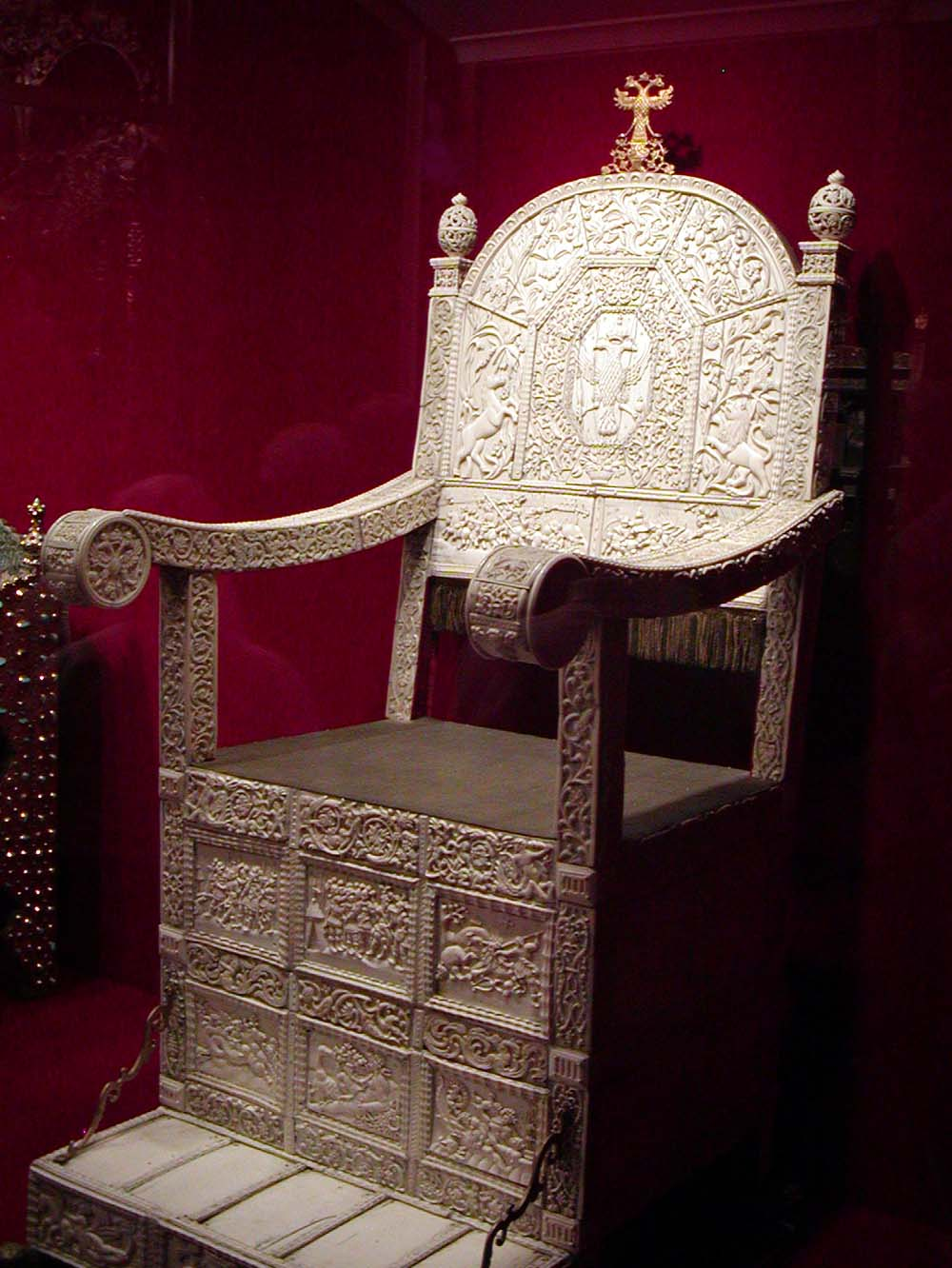
Трон Ивана Грозного

Первоначально, византийский термин самодержец означал только независимого правителя, но в царствование Ивана Грозного (1533—1584) он стал означать неограниченную внутреннюю власть. Иван Грозный короновался царём и признавался, по крайней мере Русской православной церковью, императором. В своих посланиях в 1523—1524 годах старец псковского Елизарова монастыря Филофей провозгласил, что, поскольку Царьград пал под натиском Османской империи в 1453 году, Русский царь является главным защитником православия, и назвал Москву Третьим Римом, духовным наследником Римской и Византийской империй, центров раннего христианства. Эта концепция получила большой резонанс в российском обществе последующих веков.
C помощью бояр Иван IV провёл в начальном периоде своего правления ряд полезных реформ. Был издан новый Судебник, регулирующий административные и военные дела, на фоне непрерывных войн, которые вело Русское государство. При Иване IV России удалось существенно расширить свои владения. В результате похода на Казань и её взятия в 1552 году она обрела среднее Поволжье, а в 1556 году со взятием Астрахани — нижнее Поволжье и выход к Каспийскому морю, что открывало новые торговые возможности с Персией, Кавказом и Средней Азией. В 1557 году подданными России стали башкиры. Было разорвано стеснявшее Русь кольцо из враждебных татарских ханств, открылась дорога в Сибирь. В то же время резко ухудшились отношения с Портой и Крымским ханством.

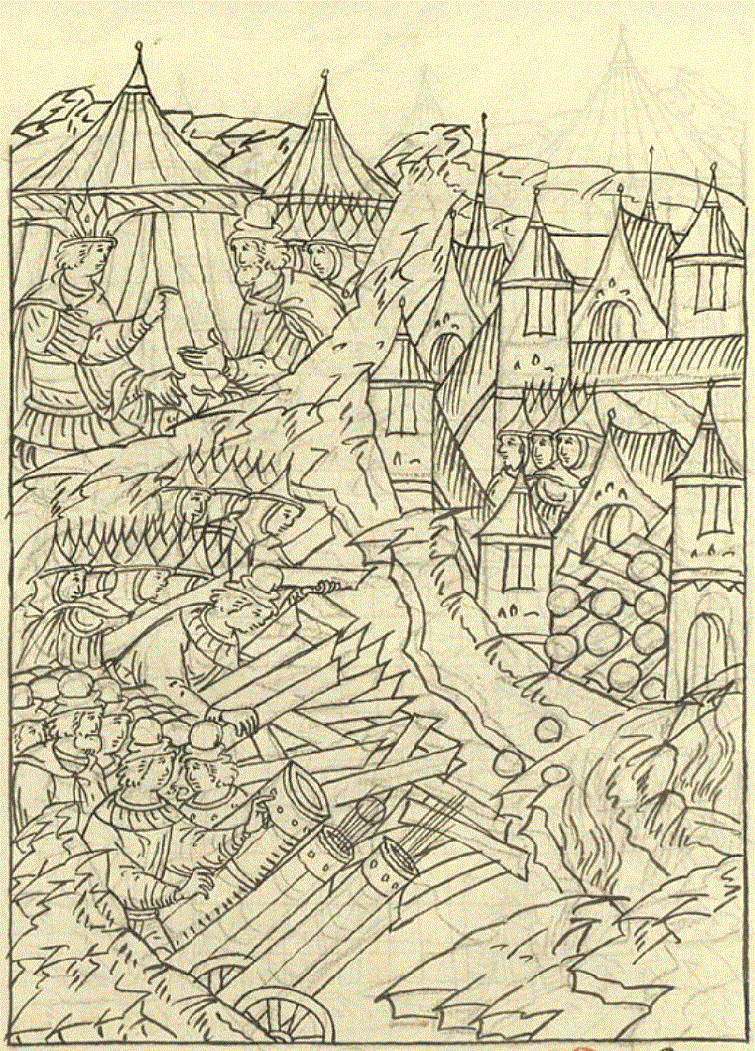
Взятие Казани. Лицевой летописный свод, середина XVI века

В конце 1552 года вспыхнуло восстание на территории бывшего Казанского ханства. Центром восстания стал город Чалым. Восставшие даже восстановили ханскую власть: на престол был приглашён один из ногайских князей Али-Акрам. Подавление восстания сопровождалось жестокими казнями его участников, также были построены башни и остроги. В 1556 году был взят центр восстания, город Чалым. После этого дальнейшее сопротивление было прекращено. Против казанских татар начали выступать и некоторые местные народы, утомлённые бесконечной войной. Хан был убит самими восставшими, а основные лидеры движения погибли. В 1552—1557 годах также происходило восстание части марийского народа против присоединения к Русскому царству и ответные экспедиции русских войск. Итогом войны стало принесение присяги всеми группами марийцев русскому царю. Однако местное население не смирилось с новым положением, до конца века организовав два менее крупных восстания: в 1571—1574 и 1581—1585 годах.

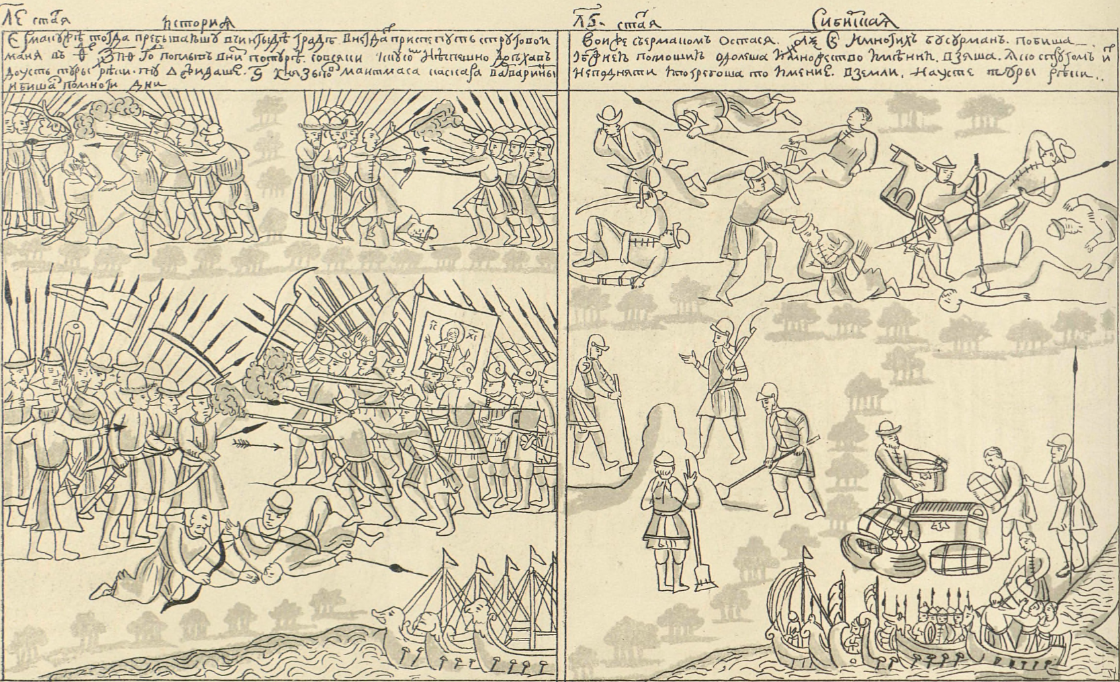
Бой и победа Ермака над татарскими князьями. Ремезовская летопись, конец XVII века

Желая освободиться от ливонского и шведского контроля торговых путей на балтийском направлении, связывавших Русь с Европой, Иван IV начал Ливонскую войну. Её начало протекало для Москвы весьма успешно, однако вследствие Люблинской унии силы противников возросли. Враги наступали и на южном направлении — в 1569 году был отражён турецко-крымский поход под Астрахань, однако в 1571 году крымскому хану удалось сжечь Москву, нанеся колоссальный ущерб. Повторный завоевательный поход крымцев и турок, поставивший острый вопрос о независимости Руси, был отбит в следующем году в битве при Молодях. Помимо войны против всех, Русское царство было ослаблено эпидемиями, а также внутренними распрями нелояльных царской власти бояр. Ливонская война тем временем пришла из Балтики и Литвы на русскую землю. Лишь отчаянная оборона Пскова от войск Стефана Батория позволила заключить в 1582 году худой мир. За прочный выход к Балтийскому морю России суждено было бороться ещё более века, а торговые отношения с Англией и Голландией осуществлялись через Белое море: сначала через Холмогоры, а затем в связи с увеличением товарооборота с 1584 года через новооснованный порт Архангельск.

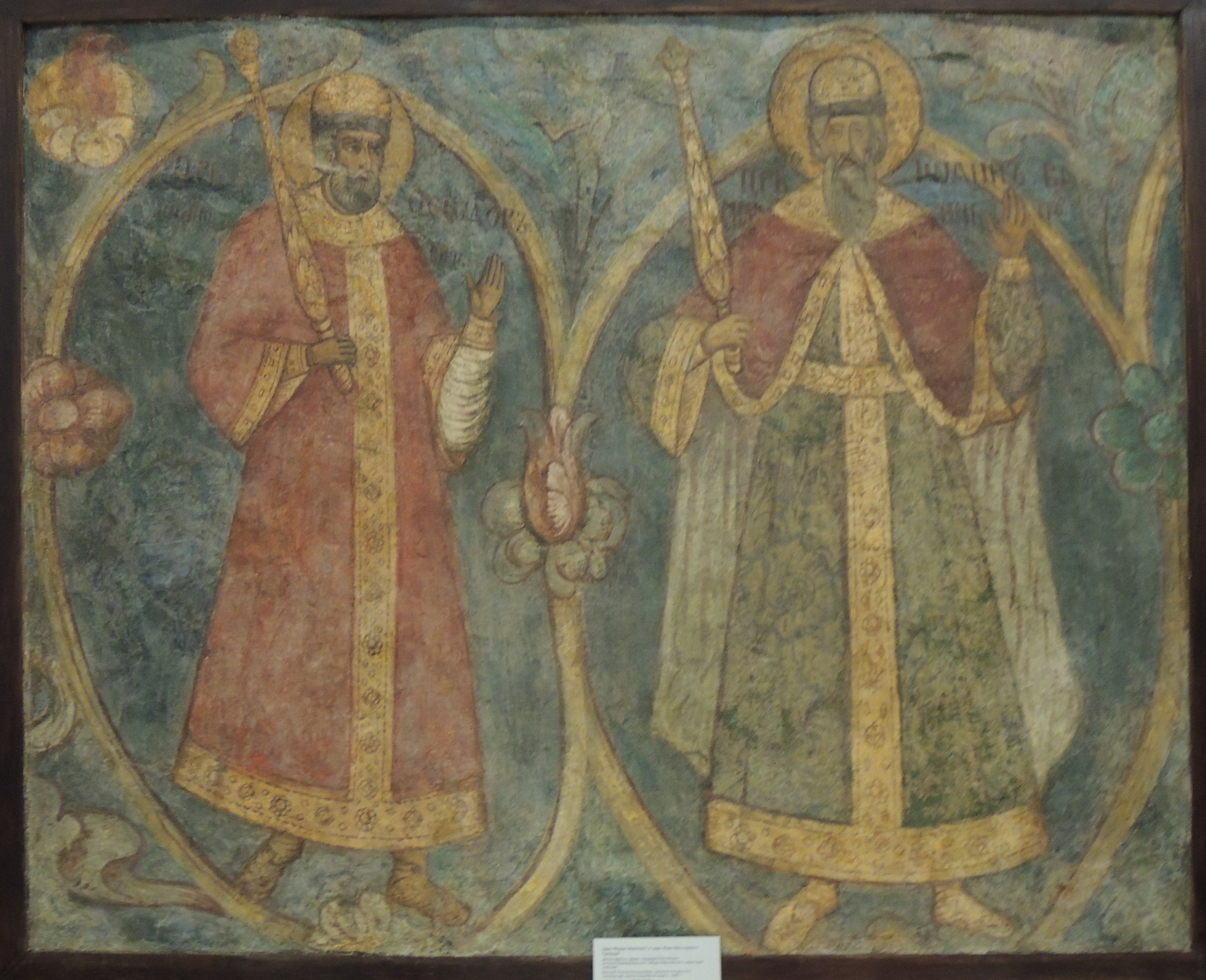
Фрагмент стенописи Новоспасского монастыря 1680-х с портретами Ивана Грозного и его сына царя Фёдора I

На эпоху Ивана Грозного пришлось также начало завоевания Сибири. Немногочисленный отряд казаков Ермака Тимофеевича, нанятый уральскими промышленниками Строгановыми для защиты от набегов сибирских татар, разбил войско сибирского хана Кучума и взял его столицу Кашлык. Несмотря на то, что из-за нападений татар мало кому из казаков удалось вернуться живым, распавшееся Сибирское ханство уже не восстановилось. Спустя несколько лет, царские стрельцы воеводы А. Воейкова подавили последнее сопротивление. Началось постепенное освоение русскими Сибири, мотором которого были казаки и поморские охотники за пушниной. В течение следующих десятилетий начали возникать остроги и торговые поселения, такие как Тобольск, Верхотурье, Мангазея, Енисейск и Братск.

### Правление Бориса Годунова
После смерти Ивана IV Грозного последовали несколько лет правления его сына Фёдора. Со смертью Фёдора пресеклась и династия Рюриковичей, правивших Россией более 700 лет. Слухи о спасении царевича Дмитрия, сына Ивана Грозного, сопровождали правление Годунова и накаляли обстановку в стране. Неурожаи начала 1600-х годов вызвали тяжёлый экономический и общественный кризис.

### Смутное время

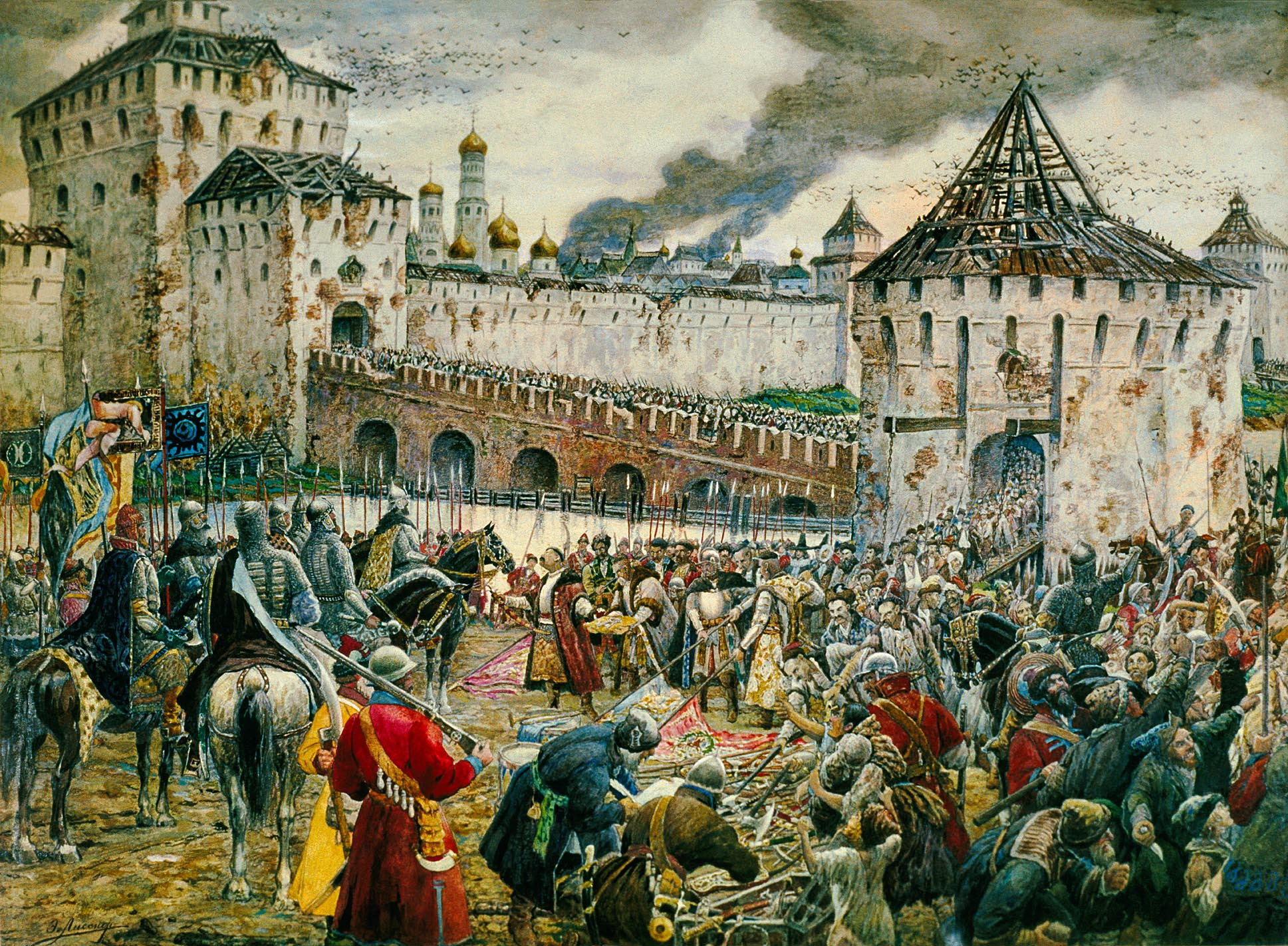
Сдача поляками Кремля ополчению, возглавляемому Дмитрием Пожарским

В 1604 году польские магнаты Мнишеки оказали поддержку самозванцу Лжедмитрию I, признали его право на русский престол, организовали войско, состоявшее главным образом из казаков, и выступили с ним на Москву. После смерти Годунова Лжедмитрий вступил в Москву и был венчан на царство. В мае 1606 года в результате бунта москвичей, организованного Василием Шуйским, Лжедмитрий I был убит. Сторонники Шуйского объявили его царём.
Летом 1607 года объявился новый самозванец, вошедший в историю как Лжедмитрий II. Лжедмитрия II, как и его предшественника, поддержали многие польско-литовские магнаты, в том числе А. Лисовский и Я. Сапега, собравшие достаточно крупное войско. В 1609 году на фоне заключения русско-шведского союза войну Шуйскому объявил король польский и великий князь литовский Сигизмунд III Ваза. После поражения под Клушином Шуйский был свергнут. Власть оказалась в руках Семибоярщины, которая признала русским царём сына Сигизмунда, королевича Владислава. Начался период польско-литовской оккупации Москвы.
Недовольство населения интервентами постепенно возрастало. После неудачи первого ополчения в 1612 году в Нижнем Новгороде сформировалось второе ополчение под предводительством К. Минина и Д. Пожарского. Ополченцы осадили польско-литовский гарнизон в Московском кремле и принудили его к капитуляции. На трон был избран молодой Михаил Фёдорович, положив начало новой династии Романовых, правившей Россией до 1917 года.
Несмотря на то, что русско-польская война продлилась до 1618 года, венчание Михаила Романова на царство рассматривается как конец Смутного времени. Годовщина этого события отмечалась в Российской империи, а с 2005 года отмечается и в Российской Федерации как День народного единства.

### Царствование Романовых до 1689 года

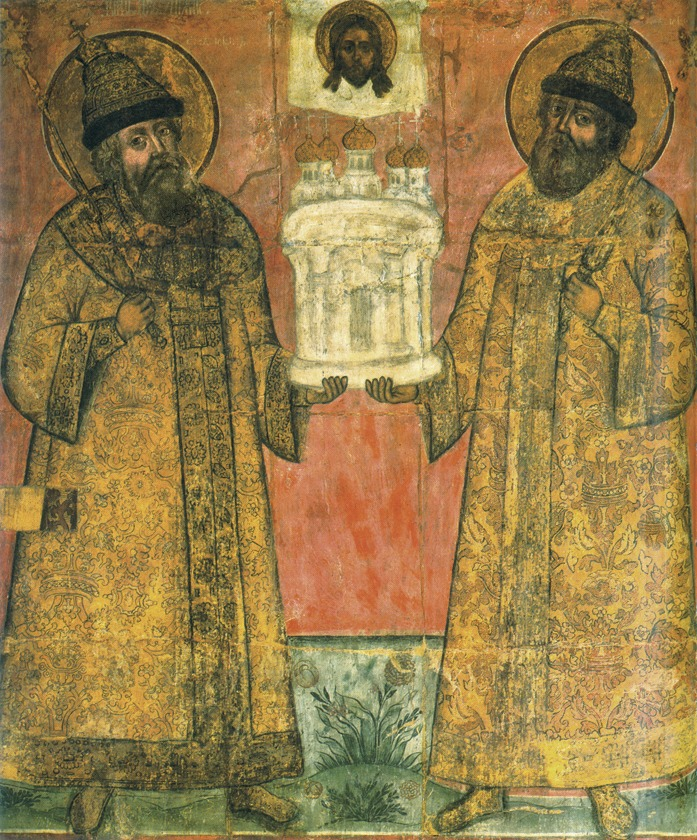
Цари Михаил Фёдорович и Алексей Михайлович. Роспись Спасо-Преображенского собора, Новоспасского монастыря, 1689 год

Последующие годы ознаменовались восстановлением экономики и государственного управления. Тем не менее, Смоленская война, в которой царь Михаил Фёдорович предпринял попытку вернуть захваченный Польшей в Смутное время Смоленск, окончилась безрезультатно. В 1654 году, в ходе восстания Хмельницкого царь Алексей Михайлович и Земский собор согласились на принятие Войска Запорожского в русское подданство и объявление новой войны Речи Посполитой. По окончании этой войны, начавшейся успешно, но омрачённой изменой части казацкой старшины и войной со Швецией, за Россией остались Левобережная Украина с Киевом, а также Смоленск.
Важным событием во время царствования Алексея Михайловича стали также церковные реформы патриарха Никона, вызвавшие сопротивление среди большой части населения. Впоследствии так называемые староверы, не принявшие реформы Никона, откололись от церкви и ещё многие десятилетия сталкивались с преследованием со стороны государства.

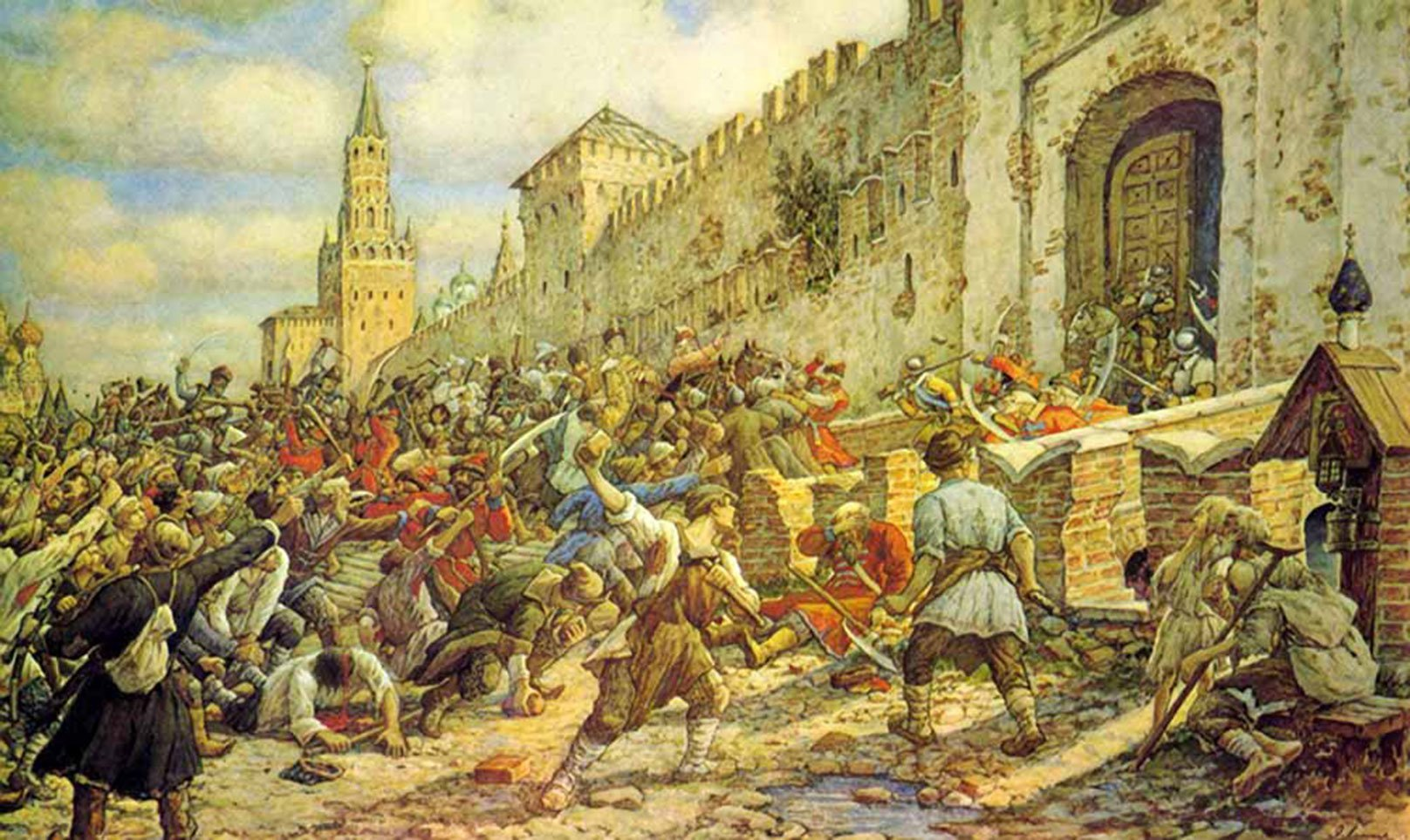
Соляной бунт в Москве, 1648. Картина Эрнеста Лисснера, 1938 год

Правительственная политика во время царствования Алексея Михайловича привела к Соляному бунту в 1648 году и Медному бунту в 1662 году. Разорительная война с Польшей, церковный раскол и закрепощение крестьян привели к крупнейшему в допетровскую эпоху казацко-крестьянскому восстанию Степана Разина (1670—1671), охватившему всё Поволжье и юг. Восстание было подавлено царскими войсками, его руководители были казнены.
В XVII веке стремительно шло продвижение русских землепроходцев от Енисея в Восточную Сибирь. Уже в 1643 году Михаил Стадухин добрался до реки Колымы, в тот же год в Приамурье отправилась экспедиция Василия Пояркова, в 1647 году Иван Москвитин основал Охотск на берегу Охотского моря. Благодаря походам Ерофея Хабарова в 1648—1653 годах Приамурье вошло в состав Российского государства, однако это вызвало конфликт с Китаем. В 1689 году с Китаем был заключён Нерчинский договор, по которому Россия отказалась от Приамурья.
После смерти Алексея Михайловича на престол взошёл его старший сын Фёдор Алексеевич. В период его правления произошла русско-турецкая война 1676—1681, в которой Россия и запорожские казаки смогли остановить османскую экспансию в Левобережную Украину. После смерти Фёдора за власть начали бороться дома Милославских и Нарышкиных, к которым относились два младших сына Алексея Михайловича: Иван и Пётр. Вследствие стрелецкого бунта 1682 года к власти пришла «партия Милославских», регентом при обоих малолетних престолонаследниках стала царевна Софья Алексеевна. Её правительство пало в 1689 году в связи с безуспешными крымскими походами.

### Правление Петра I и преобразование в Российскую империю

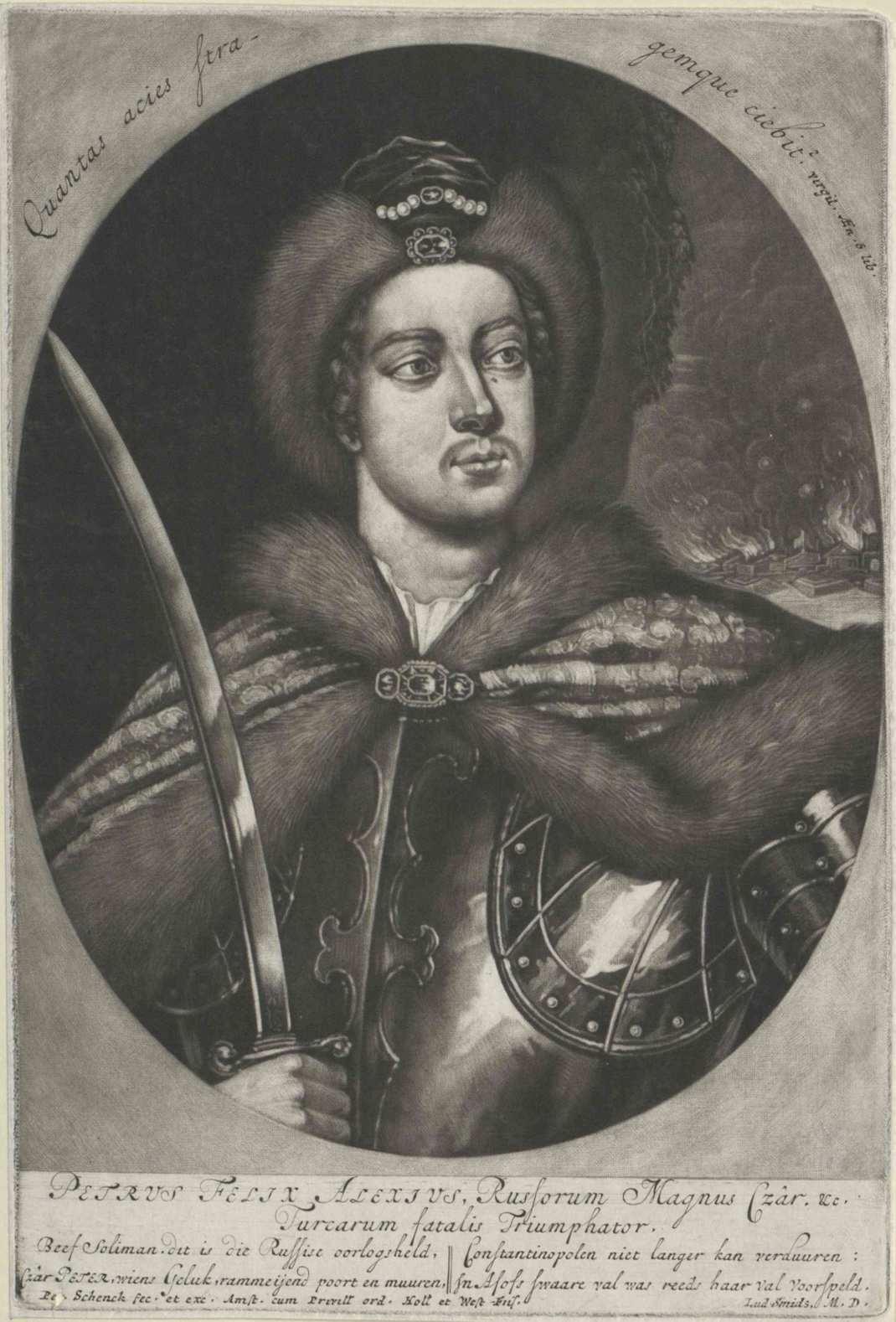
Гравированный портрет Петра I, конец XVII века

После победы в Северной войне и заключения Ништадтского мира в сентябре 1721 года Россия превратилась в Великую державу. Были присоединены Ингерманландия (Ижора), Карелия, Эстляндия, Лифляндия и южная часть Финляндии (до Выборга). Российское влияние прочно утвердилось и в Курляндии. После войны Россия имела современный флот и сильную армию. «В день торжества и объявления [с]толь славного и благополучного мира» Сенат и Синод преподнесли Петру титул императора Всероссийского со следующей формулировкой: «как обыкновенно от римского сената за знатные дела императоров их такие титулы публично им в дар приношены и на статутах для памяти в вечные роды подписываны».
22 октября (2 ноября) 1721 года Пётр I принял титул, не просто почётный, но свидетельствующий о новой роли России в международных делах. Пруссия и Голландия немедленно признали новый титул русского государя, Швеция сделала это в 1723 году, Турция — в 1739 году, Англия и Австрия — в 1742 году, Франция и Испания — в 1745 году и, наконец, Польша — в 1764 году.
Секретарь прусского посольства в России в 1717—1733 годах, И. Фоккеродт, по просьбе Вольтера, работавшего над историей царствования Петра, в 1737 году написал воспоминания о России при Петре. Фоккеродт попытался оценить численность населения Российской империи к концу царствования Петра I. По его сведениям количество лиц податного сословия составляло 5 198 000 человек, откуда число крестьян и горожан, включая лиц женского пола, оценивалось примерно в 10 млн. Много душ было утаено помещиками, повторная ревизия увеличила число податных душ до почти 6 млн человек. Русских дворян с семействами считалось до 500 тыс.; чиновников до 200 тыс. и духовных лиц с семьями до 300 тыс. душ.
Жители покорённых областей, не состоящие под поголовною податью, составляли, по оценке, от 500 до 600 тыс. душ. Казаков с семействами на Украине, на Дону и Яике и в пограничных городах считалось от 700 до 800 тыс. душ. Численность сибирских народов была неизвестна, но Фоккеродт положил её до миллиона человек.
Таким образом, население Российской империи Фоккеродт оценивал в 13—14 млн подданных.

## Правители
Цвет фона обозначает государя, правившего формально
Цвет фона обозначает правителя, являвшегося регентом

| №             | Государь (с 1547 года Царь)                                      | Портрет | Начало правления | Конец правления |
| ------------- | ---------------------------------------------------------------- | ------- | ---------------- | --------------- |
| Рюриковичи    |                                                                  |         |                  |                 |
| 1             | Иван III Васильевич Великий (1440—1505)                          |         | 1478             | 27 октября 1505 |
| 2             | Василий III Иванович (1479—1533)                                 |         | 27 октября 1505  | 4 декабря 1533  |
| 3             | Елена Глинская (регент при сыне) (1508—1538)                     |         | 3 декабря 1533   | 4 апреля 1538   |
| 4             | Иван IV Васильевич Грозный (1530—1584)                           |         | 3 декабря 1533   | 28 марта 1584   |
| 4             | Симеон Бекбулатович (? — 1616)                                   |         | 1575             | 1576            |
| 5             | Фёдор I Иванович (1557—1598)                                     |         | 28 марта 1584    | 17 января 1598  |
| Годуновы      |                                                                  |         |                  |                 |
| 6             | Ирина Фёдоровна (1557—1603)                                      |         | 17 января 1598   | 21 февраля 1598 |
| 6             | Борис Фёдорович (1552—1605)                                      |         | 21 февраля 1598  | 23 апреля 1605  |
| 7             | Фёдор II Борисович (1589—1605)                                   |         | 23 апреля 1605   | 11 июня 1605    |
| Смутное время |                                                                  |         |                  |                 |
| 8             | Лжедмитрий I (официально — Дмитрий Иванович) (? — 1606)          |         | 11 июня 1605     | 27 мая 1606     |
| 9             | Василий IV Иванович Шуйский (1552—1612)                          |         | 29 мая 1606      | 27 июля 1610    |
| -             | Владислав Жигимонтович (1595—1648)                               |         | 27 августа 1610  | 3 марта 1613    |
| Романовы      |                                                                  |         |                  |                 |
| 10            | Михаил Фёдорович (1596—1645)                                     |         | 3 марта 1613     | 23 июля 1645    |
| 10            | Патриарх Филарет (соправитель своего сына) (1554—1633)           |         | 24 июня 1619     | 11 октября 1633 |
| 11            | Алексей Михайлович Тишайший (1629—1676)                          |         | 23 июля 1645     | 8 февраля 1676  |
| 11            | Царевич Алексей Алексеевич (соправитель своего отца) (1654—1670) |         | 15 февраля 1654  | 17 января 1670  |
| 12            | Фёдор III Алексеевич (1661—1682)                                 |         | 8 февраля 1676   | 7 мая 1682      |
| 13-14         | Софья Алексеевна (регентша при своих братьях) (1657—1704)        |         | 7 мая 1682       | 8 февраля 1689  |
| 13-14         | Иван V Алексеевич (1666—1696)                                    |         | 7 мая 1682       | 8 февраля 1696  |
| 13-14         | Пётр I Алексеевич Великий (1672—1725)                            |         | 7 мая 1682       | 2 ноября 1721   |

### Титул

Цари Иван V и Пётр I, царевич Алексей и патриарх Адриан и митрополит. Иллюстрация из книги Фридриха Христиана Вебера «Преображённая Россия», 1721 год

Иван III, как и его предшественники Дмитрий Шемяка и Василий Тёмный, использовал титул «Государь всея Руси» ещё задолго до завоевания Новгородской республики в 1471 году и присоединения Твери в 1485 году. Однако этот титул не желала признавать Литва: так, в марте 1498 г. в Литву был направлен с посольством князь В. В. Ромодановский. Посольство должно было, в том числе, добиться признания Литвой за Иваном III титула великого князя «всея Руси».
По мере расширения Русского государства и присоединения соседних территорий и земель расширялся и титул русских государей. Титул Ивана III к концу XV века выглядел так: «Иоанн Васильевич, Божьей милостью великий князь Владимирский, Московский, Новгородский, Тверской, Псковский, Вятский, Югорский, Пермский, Булгарский и других земель, и государь всей России».
В 1547 году государь всея Руси и великий князь Владимирский и Московский Иван Васильевич (Иван IV Грозный) был коронован «царём всея Руси» и принял полный титул: «Мы, великій государь Иванъ, Божіею милостію царь и великій князь всеа Русіи, Владимирскій, Московскій, Новгородцкій, Псковскій, Резанскій, Тверскій, Югорскій, Пермскій, Вятцкій, Болгарскій и иныхъ», впоследствии добавилось «Казанскій, Астараханскій», «и всеа Сибирскіе земли повелитель».
Новый титул русского самодержца стал в полном объёме соответствовать исторической реальности после покорения Казанского и Астраханского ханств. Поэтому лишь в 1557 году московские политики и дипломаты обратились к патриарху Константинопольскому с просьбой утвердить царское венчание. В 1561 году оно было утверждено грамотой, данной от имени Собора и патриарха Константинопольского Иоасафа II.
Мировое признание изменения было различным. Англия, в лице Елизаветы I, охотно признала новый титул Ивана и называла его на западный манер «императором». В католических странах признание пришло позже: в 1576 году император Священной Римской империи Максимилиан II признал Ивана «царём всея Руси» (Keyser aller Reussen).

## Административное деление

Административно-территориальное деление в 1708 году

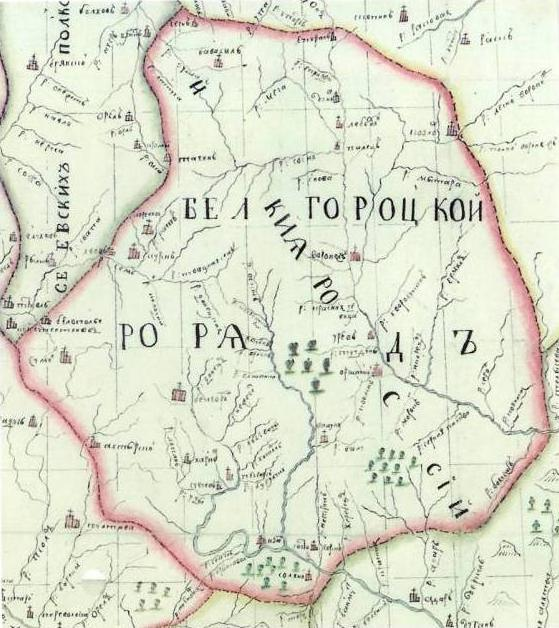
Карта Белгородского разряда XVII века

Основной административной единицей Русского царства был уезд, который делился на волости и станы. Уездные города являлись военными, судебными и административными центрами уездов. Уезды образовывались постепенно на основе прежних княжеств, из-за чего их размеры различались. Из уездов выделялся большой Новгородский уезд, где сохранялось традиционное деление на пятины. К середине XVII века сложилось более 250 уездов.
В середине XVI века на приграничных территориях начали создаваться большие военно-административные районы — разряды. В первую очередь это объяснялось необходимостью лучшего управления войсками на границах. Первым таким военно-административным районом стал Украинный разряд, позже получивший название Тульского. Постепенно число разрядов увеличивалось. Так, после присоединения Смоленска в 1654 году образован Смоленский разряд, в 1658 году, в связи с укреплением обороны Белгородской черты, создан Белгородский разряд. Особыми военно-территориальными образованиями являлись слободские полки, входившие в состав Белгородского разряда.
В 1708 году в ходе административно-территориальной реформы царя Петра I страна была разделена на восемь губерний: Московскую, Ингерманландскую, Архангелогородскую, Киевскую, Смоленскую, Казанскую, Азовскую и Сибирскую.

## Выборная администрация
См. также: Местное управление и самоуправление
К выборной администрации относились Губные и Земские старосты, которые были введены в начале — середине XVI века. Губной староста, основной задачей которого являлась борьба с разбоями, выбирался местным дворянством. Земские старосты выбирались тягловым населением — крестьянами и посадскими. В обязанности земских старост входили управление своим посадом или волостью, суд по гражданским делам и сбор налогов.

## Военное дело

### Армия

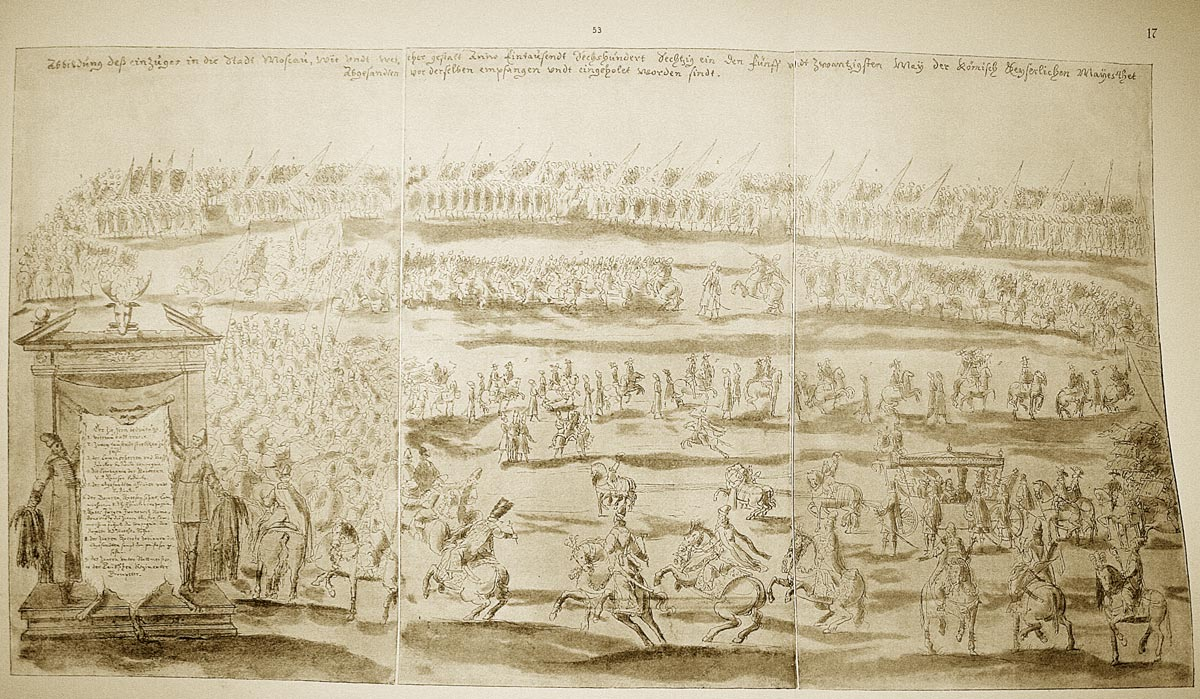
Въезд посольства императора Леопольда I в Москву в 1661 году (А. Майерберг, 1661—1662)

В середине XVI века русские войска состояли из поместного ополчения сотенной службы и стрельцов. В 1630-е годы началось создание полков «нового строя».

### Флот
Первое трёхмачтовое судно, построенное в России, было спущено на воду в 1636 году во время правления царя Михаила Фёдоровича. Корабль, построенный по западноевропейскому стандарту в Балахне кораблестроителями из Гольштейна (Дания), был назван «Фредерик» (он затонул в Каспийском море в своём первом плавании во время сильного шторма).
Во время русско-шведской войны 1656—1658 годов, русские войска захватили шведские крепости Дюнамюнде и Кокенгаузен (переименован в Царевичев-Дмитриев) на Западной Двине. Боярин А. Ордин-Нащокин основал судостроительную верфь в Царевичеве-Дмитриеве и начал строительство кораблей для плавания на Балтийском море. По окончании войны Россия и Швеция заключили Кардисский мирный договор в 1661 году, по результатам которого Россия возвратила Швеции все завоёванные земли и была вынуждена уничтожить все корабли, заложенные в Царевичеве-Дмитриеве.

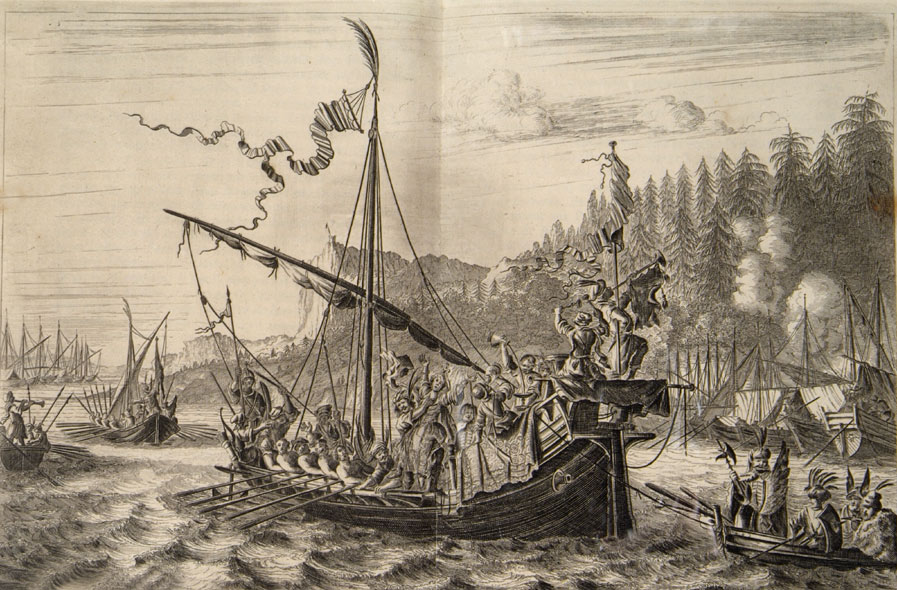
Флотилия Степана Разина, амстердамская гравюра 1681 г.

Получив царское разрешение, Ордин-Нащокин пригласил русских и голландских кораблестроителей в село Дединово, находившееся на Оке. Строительство кораблей началось зимой 1667 года. В течение двух лет закончено строительство фрегата «Орёл» и трёх меньших судов. В 1670 году «Орёл» был захвачен в Астрахани взбунтовавшимися казаками Степана Разина и затем пришёл в полную негодность, простояв несколько лет в одной из проток реки Волги.
В XVII веке русские купцы и казаки переплыли через Белое море на кочах, достигли устьев рек Лена, Колыма, и Индигирка, и основали поселения в регионе верхнего Амура. Самым известным из этих первооткрывателей является С. Дежнёв — в 1648 году он проплыл по Северному Ледовитому океану всю длину современной России, обогнул Чукотский полуостров, пересёк Берингово море и вышел в Тихий океан.
В связи с подготовкой Петра I к военным действиям против Османской империи к концу XVII века возникла необходимость в строительстве регулярного русского военно-морского флота, причём только на средства государства и с помощью отечественных специалистов.
В 1696—1711 годах в Воронеже было построено около 215 кораблей для первого в истории России регулярного флота, благодаря которому удалось завоевать крепость Азов, а впоследствии подписать мирный договор с Турцией для начала войны со Швецией.
На борту галеры «Принципиум», собранной в Воронеже из частей, доставленных из села Преображенского, Пётр I по пути в Азов подписал «Устав по галерам», который можно рассматривать как первый военно-морской устав России. 27 апреля (8 мая) 1700 года на верфи Воронежского адмиралтейства был спущен на воду русский 58-пушечный парусный линейный корабль «Гото Предестинация», который строился по проекту русского царя Петра I под руководством известного в будущем корабельного мастера Ф. Скляева. Пётр I принимал участие и в кораблестроительных работах; он же руководил церемонией закладки корпуса «Гото Предестинации» и участвовал в спуске корабля на воду.

## Дипломатия
Посольский приказ — центральное правительственное учреждение (приказ) в России в 1549—1720 годах, созданное для налаживания связей с иностранными государствами, организации выкупа и обмена пленных и управлявшее рядом территорий на юго-востоке страны.
Посольским приказом руководил посольский дьяк или приказной дьяк.

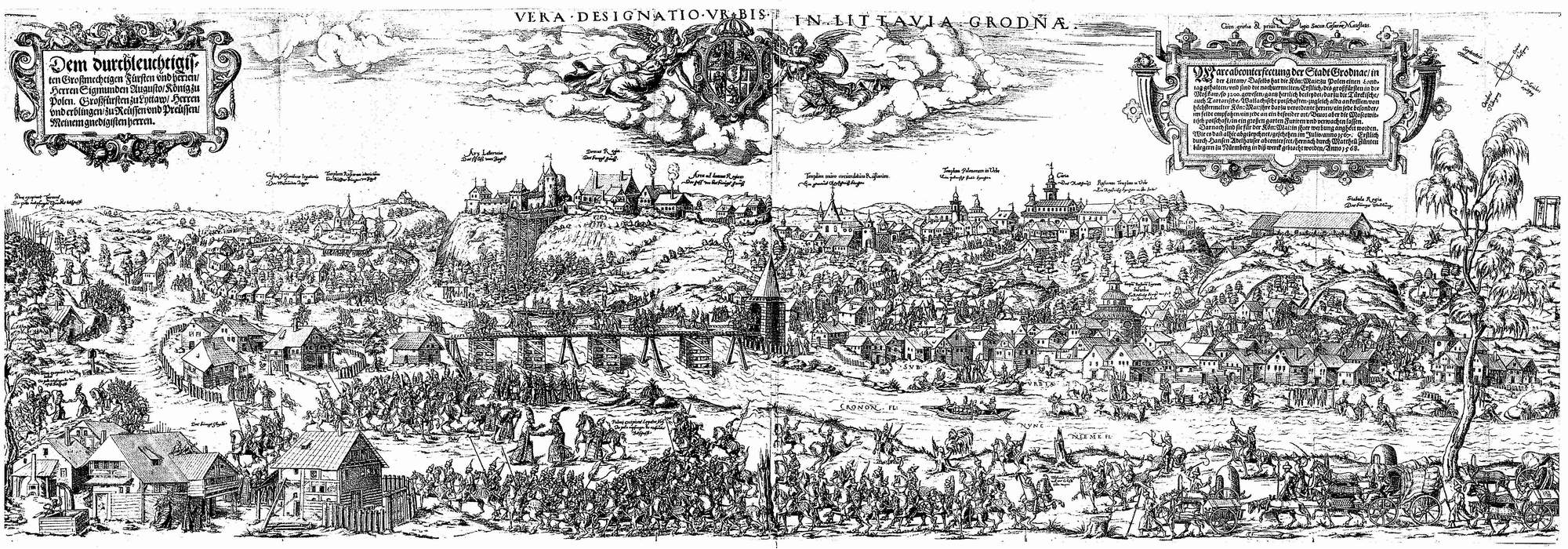
Посольство Фёдора Ивановича Умного-Колычёва в Гродно в 1576 году

## Геральдика

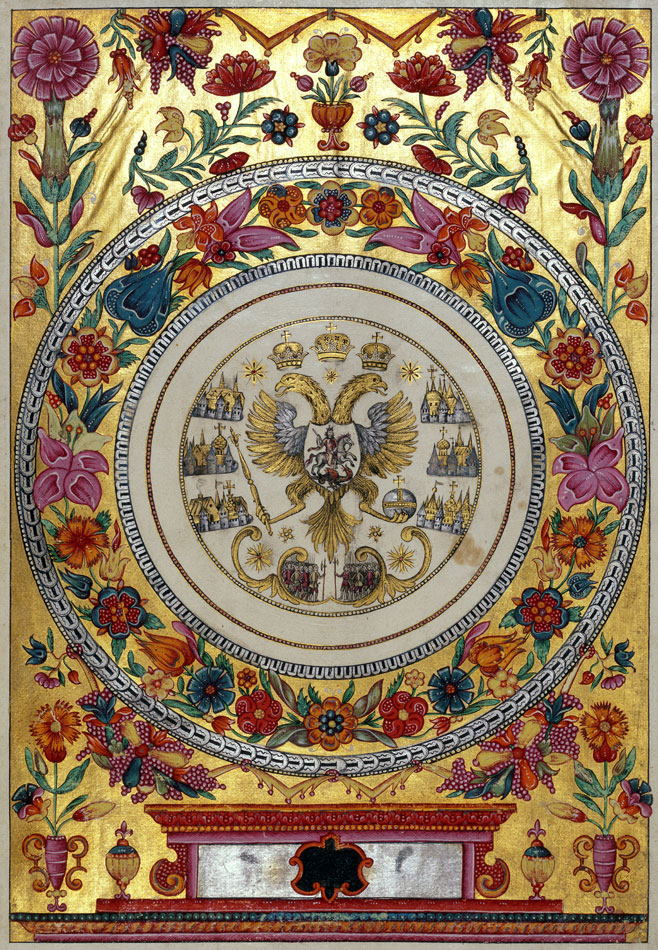
Государственный герб на Большой государственной печати (изображение из «Царского титулярника» 1672 года)

Своим возникновением российская геральдика во многом обязана царю Алексею Михайловичу. Первым крупным сочинением в данной области является Царский титулярник, подготовленный под руководством боярина Артамона Матвеева. Этот труд включал в себя гербы 33 русских земель, названия которых входили в большой государев титул царя Алексея Михайловича (поэтому официальное название рукописи — «Большая государева книга или Корень российских государей»).
По просьбе русского царя император Священной Римской империи Леопольд I прислал в Москву своего герольдмейстера Лаврентия Курелевича (Хурелича), который в 1673 году написал сочинение «О родословии российских великих князей и государей, поднесённое царю Алексею Михайловичу от цесарского советника и герольдмейстера Лаврентия Курелича, с показанием имеющегося, посредством браков, сродства между Россией и восмью европейскими державами, то есть цесарем римским и королями: англинским, дацким, французским, гишпанским, польским, португальским и шведским, и с изображением оных королевских гербов, а в средине их великого князя св. Владимира, на конце же портрета царя Алексея Михайловича». Этот рукописный трактат служил важным пособием для Посольского приказа.

## Денежная система
В XVI и XVII веках денежная система Русского государства состояла из: рубля, полтины, гривны, гроша, копейки, денги, полуденги и пулы (название медных монет).

## Экономика
К концу XVI века насчитывалось около 220 городов, продолжалось развитие ремесленного производства, шёл процесс территориальной специализации. После присоединения поволжских ханств, началась торговля со странами Востока, продолжалась со странами Западной Европы. В целом, период до Смутного времени характеризуется укреплением традиционной феодальной экономики. Рост мелкотоварного производства в городах и торговли не привели к созданию очагов буржуазного развития. Поруха 1570—1580-х годов, сильно ударила по экономике России: опустели наиболее развитые в экономическом отношении центр и северо-запад, часть населения разбежалась, другая — погибла в результате опричнины и Ливонской войны. Более половины пашни оставалось необработанными, резко вырос налоговый гнёт. В 1570—1571 годах по стране прокатилась эпидемия чумы, в стране начался массовый голод.
В XVII веке начинается активное развитие торговли, торговые связи, основанные на естественно-географическом разделении труда и развитии городского ремесла, постепенно охватывают всю страну. Крупнейшим торговым центром была Москва, огромную роль играли ярмарки.

## Религия

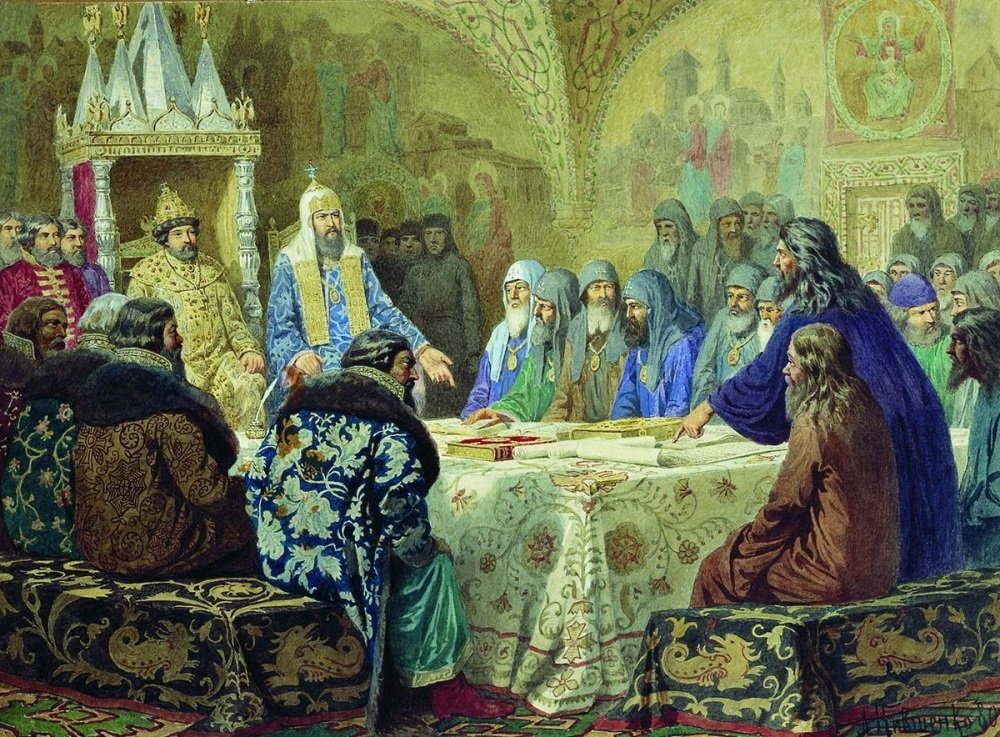
Патриарх Никон предлагает новые богослужебные книги (Алексей Кившенко, 1880)

Религиозное мировоззрение определяло духовную жизнь общества. Заметную роль в этом сыграл Стоглавый собор 1551 года, который утвердил приоритет возникших на русской почве обычаев и традиций над греческими.
В середине XVII века началась реформа Русской церкви, повлёкшая за собой ряд серьёзных изменений в политической и духовной жизни русского общества.

## Культура
В XVII веке русская литература перестаёт быть лишь богословской, церковной — появляется всё больше разнообразных светских произведений. Впервые стали записываться выдающиеся произведения устного народного творчества — былины, пословицы, песни, заговоры. Появились новые литературные жанры: демократическая сатира («Повесть о Шемякином суде», «Повесть о Ерше Ершовиче», «Повесть о Фоме и Ерёме», «Сказание о куре и лисице»), в XVII веке был составлен первый русский библиографический труд «Оглавление книг, кто их сложил», автором которого считают Сильвестра Медведева. Первым произведением в жанре автобиографической повести стало «Житие» протопопа Аввакума. Симеон Полоцкий положил начало основам современного стихосложения.
В конце XVI — начале XVII века в Русском царстве появились прямоугольные гусли. Их длина до 1,5 м. Количество струн — 55—66. Строй хроматический.

## Право

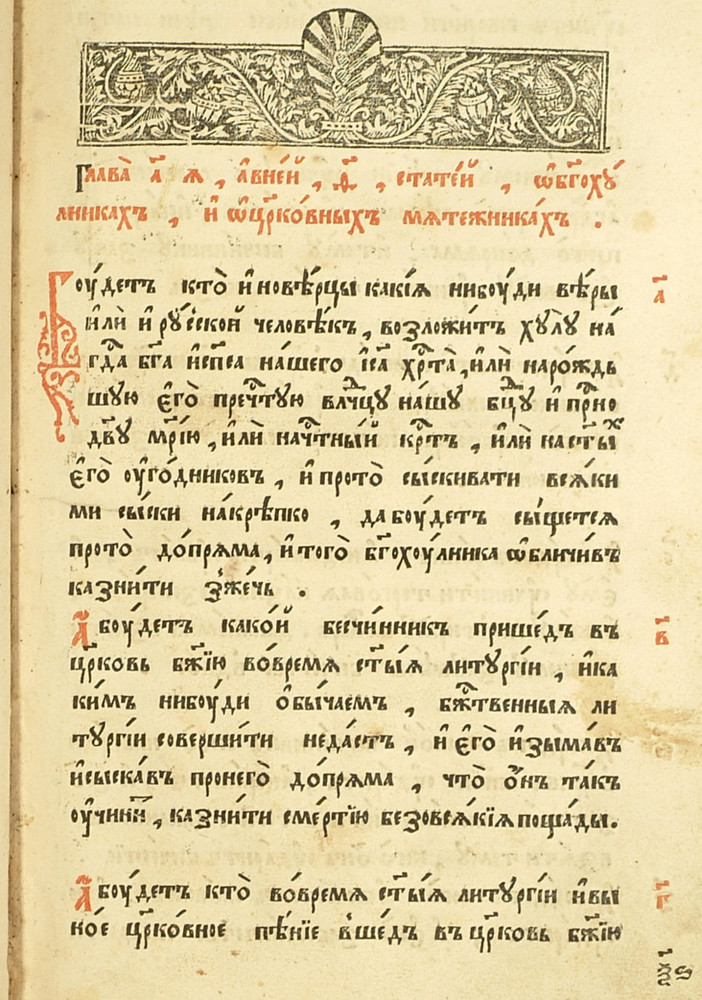
Соборное уложение 1649 года

В Московском княжестве старые нормы русского права сохраняли большой авторитет, и государи не нарушали их в явном виде, но постепенно изменяли. Междукняжеские договоры прекращаются с объединением государства. Прежде имевшие большой вес договорные отношения (др.-рус. рядъ — договор) в результате отмены в XVI веке вольной службы потеряли своё значение в области внутренних государственных отношений. Централизованное управление начинает преобладать над договорными отношениями, а законотворческая деятельность государственной власти — над прежней функцией охраны правового обычая.
В XVI веке взамен прежней вольной возникла обязательная служба. После смерти Василия III окончательно ликвидируется право отъезда. Указ 1556 года установил одинаковую норму службы с поместий или вотчин, в зависимости от их размера. Таким образом уничтожалась разница между двумя старыми типами службы. С конца XV века по 1682 год существовало местничество — система родовой аристократии, распределения государственных должностей в зависимости от знатности рода. Положение каждого служилого человека определялось унаследованной от отцов служилой честью, что называлось отечеством. Прочее население, кроме служилых людей и духовенства, образовало массу тяглых людей. По различию тягла (денежные и натуральные государственные повинности) население разделялось на посадских людей — торгово-промышленное население, проживавшее на посадах, и уездных людей, или крестьян. Крестьяне различались на владельческих (вотчинных, помещичьих и монастырских), дворцовых и крестьян чёрных тяглых волостей.
Основными письменными источниками права в Русском государстве стали Судебник 1550 года и Соборное уложение 1649 года. Судебник 1550 года отразил изменения в российском законодательстве с 1497 по 1550 годы. В новом Судебнике был предусмотрен и порядок дальнейшего развития законодательства: по всем вопросам, не освещённым в Судебнике, предписывался доклад государю и всем боярам, решения которых должны были приписываться к Судебнику. Так возникли указные книги приказов — дополнительные статьи к Судебнику. С помощью указных книг законодательство развивалось в течение столетия. Другим существенным источником являлся Стоглав 1551 года — собрание постановлений Стоглавого Собора, содержащее главным образом нормы церковного права, но также ряд норм гражданского, семейного и уголовного права.
Крупнейшим законодательным актом данного периода является Соборное уложение 1649 года. Непосредственным поводом для его принятия стало восстание посадских людей Москвы в 1648 году. Для рассмотрения и утверждения Уложения был созван Земской собор. Соборное уложение 1649 года представляло собой значительный шаг в развитии законодательства. Этот закон касался большей части общественно-политической жизни того времени и различных отраслей права. Источниками для Уложения являлись Правила святых апостолов и святых отцов, градские законы греческих царей, прежние государевы указы и боярские приговоры, сличённые со старыми судебниками, Литовский статут, также оно включало и некоторые правовые новации. В дополнение его частей издавались новые указы, так называемые новоуказные статьи, чтобы искоренить «злодейства, превзошедшие в обычаи», по примеру «всех государств окрестных» и даже «по новым еуропским обычаям».